# Jerry Trainor
Gerald William Trainor (sinh ngày 21 tháng 1 năm 1977) là một nam diễn viên, nhạc sĩ người Mỹ. Anh được biết đến qua một số vai diễn như Spencer Shay (trong iCarly) và Dudley Puppy (trong T.U.F.F. Puppy).

## Danh sách phim

### Điện ảnh
| Năm  | Tên                                          | Vai            | Ghi chú |
| ---- | -------------------------------------------- | -------------- | ------- |
| 2001 | Donnie Darko                                 |                |         |
| 2001 | Evolution                                    | Tommy          |         |
| 2001 | Wayside                                      | Tommy          |         |
| 2003 | Wrong Hollywood Number                       | Bailey Warren  |         |
| 2004 | Bring It On Again                            |                |         |
| 2007 | Pieces of Dolores                            |                |         |
| 2008 | Waking Dreams                                | Andrew         |         |
| 2009 | Factory 9                                    | Roland Waters  |         |
| 2009 | Wreckless Epic: The Journey to SXSW          | Kelly Kirkwood |         |
| 2012 | Holiday Road                                 | Doug           |         |
| 2012 | The 1% Club                                  |                |         |
| 2013 | The Little Penguin Pororo's Racing Adventure |                |         |
| 2016 | The Shimajiro Movie: Shimajiro in Bookland   |                |         |
| 2017 | Cover Versions                               | Travis         |         |